# Мовленнєва поведінка
Мовленнєва поведінка — обумовлені ситуацією спілкування емоції, дії, вчинки людини, що виражені за допомогою мовлення та невербальних засобів; використання мови учасниками спілкування в конкретній ситуації відповідно до їхніх рівнів комунікативної й мовної компетенцій.
Насамперед мовленнєва поведінка охоплює три взаємопов'язаних аспекти діяльності людини: соціальний, психологічний і біологічний. Ці аспекти відносяться до інтерусуб'єктивних, що включають стать, вік, фізіологічну конституцію, професію, темперамент, інтелект, загальну ерудицію людини, соціальний статус, емоційний стан та інші чинники.
Одиницею мовленнєвої поведінки є мовленнєвий вчинок — конкретний мінімальний акт у спілкуванні.